# Condado de Tyrone
Esse artigo é sobre o Condado de Tyrone. Para outros significados, veja Tyrone (desambiguação).

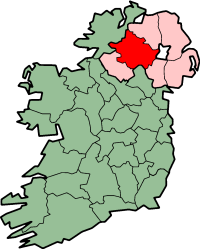
Localização do condado de Tyrone (em vermelho)

O Condado de Tyrone (Contae Thír Eoghain, em irlandês) é o segundo maior dos nove condados de Ulster e o maior dos seis condados da Irlanda do Norte.

## Cidades
A sede de município de Tyrone é Omagh. As cidades grandes mais próximas são: Strabane, Dungannon e Cookstown, respectivamente. Outras cidades conhecidas são: Fivemiletown, Castlederg, Coalisland, Donaghmore, Ardboe, Pomeroy e Carrickmore.